# Irfaan Ali
Mohamed Irfaan Ali (Leonora, 25 de abril de 1980) é um político guianês, pertencente ao Partido Cívico Popular Progressista, que atualmente atua como o 10.º presidente da Guiana desde 2020. É membro da Assembleia Nacional desde as eleições de 2006, sendo reeleito em 2011 e 2015. Também ocupou numerosos cargos ministeriais durante os governos de Bharrat Jagdeo e Donald Ramotar. Em 19 de janeiro de 2019, ele foi escolhido como candidato presidencial de seu partido para as eleições gerais de 2020, tendo que competir com o presidente em exercício David Granger, do Congresso Nacional do Povo.

## Vida pessoal
Ali nasceu em uma família indo-guianense muçulmana em Leonora, uma vila na região de Ilhas do Essequibo–Demerara Ocidental, na costa oeste da Guiana. Filho de dois educadores e um de dois filhos, Irfaan também passou boa parte de seus anos de formação na ilha de Leguan e concluiu o ensino médio no St. Stanislaus College, em Georgetown. Ele possui doutorado em Planejamento Urbano e Regional pela Universidade das Índias Ocidentais.

## Eleição de 2020
A eleição na Guiana ocorreu em 2 de março de 2020, em que Irfaan Ali disputaria a presidência contra o então presidente, David Granger. Após a apuração dos votos uma crise eleitoral eclodiu no país. Uma recontagem dos votos foi pedida e demoraria cinco meses para que os resultados da recontagem tornassem públicos.
Em 2 de agosto de 2020, após grande pressão de órgãos internacionais como a CARICOM e a OEA e países como Estados Unidos e Brasil, a Comissão eleitoral do país foi autorizada a liberar os resultados, que dava a vitória a Irfaan Ali. Ele foi empossado presidente no mesmo dia.

## Presidência
Irfaan Ali assumiu o seu país em um momento de expectativas devido a descobertas recentes de reservas de petróleo, o que pode causar um acelerado crescimento econômico.